# صله رحم
صله رَحِم محبت و سلوک داشتن و عشق و علاقه با خویشان و نزدیکان است. «صله» در لغت به معنای احسان و دوستی آمده است و مراد از «رَحِم» خویشاوندان و بستگان می‌باشد.

## صلهٔ رحم در اسلام
اسلام تحکیم پیوندهای خویشاوندی و استحکام روابط خانوادگی را مورد تأکید و توجه قرار داده و صله رحم و رسیدگی به بستگان را به عنوان یک ارزش الهی واجب کرده است. به گفته سید محمدحسین طباطبایی صله رحم، تنها به رفت‌وآمد و دیدار نیست، همان گونه که قطع رحم، به ترک آمد وشد نیست. هدف از صله رحم برقرار کردن ارتباط و پیوند عاطفی با خویشاوندان است و این ارتباط از راه‌های گوناگونی امکان‌پذیر است:
- کمک جانی: در جایی است که جان یکی از بستگان در خطر باشد که در این صورت وی باید تا پای جان بایستد و از خویشاوندان خود ـ در چارچوب اسلام و معیارهای مکتبی ـ دفاع کند، تا ضرر را از او دفع نمایند.
- کمک مالی: اگر در مواردی میان بستگان انسان افراد نیازمند وجود دارد، رسیدگی مالی به ایشان لازم است.
- کمک فکری: در جایی است که یکی از بستگان انسان نیاز به راهنمایی دارد.
- ترک آزار: یکی از بهترین روش‌های صله رحم با خویشاوندان، ترک اذیت و آزار آنان است. بدین معنا پرهیز از غیبت، تهمت، زخم زبان و سرزنش آنان، دخالت نکردن در زندگی آنها به عناوین مختلف، عیبجویی نکردن از آنان و… از بهترین موارد صله رحم است. اگر کسی نمی‌تواند به بستگان خود کمک مالی کند، لااقل باید زمینه اذیّت و آزار آنان را فراهم نکند.
- کمک عاطفی: اگر عضوی نیاز به توجه و محبت دارد، از او دریغ نکند.

## قطع صله رحم
از دید مسلمانان و طبق روایت‌های مذهبی مسلمانان صله رحم واجب و قطع رحم مطلقاً حرام و از گناهان کبیره است.
در اسلام کفر و فسق و همچنین مقابله به مثل دلیلی بر قطع حق رحم نیست.